# Hallar-Stein
Hallar-Stein (Hallar-Steinn) var en isländsk skald verksam vid 1100-talets slut och 1200-talets början. 

## Verk

### Rekstefja
Det enda verk av Hallar-Stein som bevarats i sin helhet är drapan Rekstefja, som finns i den så kallade Bergsboken (Bergsbók). Enskilda strofer av dikten har också bevarats i den långa Olav Tryggvason-sagan (Óláfs saga Tryggvasonar en mesta). Sitt namn har drapan fått från det egendomliga omkvädet (rekstef), vilket består av tre rader så fördelade att de bildar slutraderna i tre på varandra följande strofer. Dikten har ibland också blivit kallad Óláfs drápa en tvískelfða, vilket anspelar på diktens versmått. Den är nämligen skriven på tveskälvt (tvískelft) drottkvätt, där de tre första stavelserna i alla udda rader är långa och betonade. (Detta versmått är nummer 28 i Háttatal, Snorre Sturlassons exempelsamling av forntida versmått.)
Dikten, som är på 35 strofer, handlar om den norske missionskungen Olav Tryggvason och börjar, högst osedvanligt, med att diktaren vänder sig till kvinnorna för att utbe sig om deras uppmärksamhet. Detta visar att dikten nog aldrig varit avsedd att reciteras i någon konungs hall – utan snarare på en isländsk bondgård. Därefter följer en kort uppräkning av Olavs första bedrifter i Gårdarike och hans kristna missionsverksamhet i Norge samt på Island och Grönland. Också hans goda själsegenskaper prisas. Sedan kommer ett långt avsnitt om slaget vid Svolder och kungens fall samt de därpå följande järtecken och mirakler som Olav ansågs ha förorsakat. Men något försök till helgonförklaring av den norske kungen rör det sig inte om; diktaren nöjer sig med att tillönska Olav en evig salighet hos Gud. I diktens två sista strofer nämner Hallar-Stein sig själv som den tredje skald som – jämte Hallfred vandrädaskald (Hallfrøðr vandræðaskáld) och Bjarne (Bjarni skáld) – diktat en drapa om Olav, och han verkar vara, som Finnur Jónsson uttrycker det, inte så litet stolt över att ha bemästrat det svåra versmåttet. I formellt tekniskt avseende är dikten fulländad, men den uppvisar synliga lån eller influenser från tidigare skalder såsom Arnor jarlaskald (Arnórr jarlaskáld), ca 1012-ca 1075, och Einar Skulason (Einarr Skúlason), 1100-talet. Inte minst har Hallar-Stein lånat från den skald som han själv nämner, nämligen Hallfred vandrädaskald och dennes Olavsdrapa (Óláfsdrápa Tryggvasonar) som händelsevis har blivit bevarad i samma manuskript (Bergsbók) som Rekstefja.

### Övriga verk
Ytterligare ett litet antal strofer av Hallar-Stein är kända. De finns i Skáldskaparmál och i Magnús Ólafssons encyklopediska 1600-talsversion av Snorres Edda som brukar benämnas Laufás Edda. En strof har också bevarats i den så kallade Tredje grammatiska avhandlingen av Olav Tordsson vitaskald (Óláfr Þórðarson hvitaskáld). Finnur Jónsson gissade att dessa brottstycken kan ha tillhört en nu förlorad erotisk dikt.

## En skalderöra
Filologen Sveinbjörn Egilsson (1791-1852) trodde på sin tid att Hallar-Stein var identisk med skalden Stein Herdisson (Steinn Herdísarson). Denna uppfattning är sedan länge övergiven. Som Finnur Jónsson påpekade har identifieringen inte något som helst stöd i källorna. Rekstefja uppvisar dessutom språkformer och uttal som aldrig förekommer i Stein Herdissons dikter och som i vissa fall torde vara språkligt yngre. (Tidsavståndet mellan dessa båda skalder bör ha varit åtminstone 150 år.) Än viktigare är emellertid att Hallar-Stein ibland använder kenningar som knappast ens skulle ha varit möjliga på Stein Herdissons tid. Finnur Jónsson nämner som exempel "bokens sol" (bókarsol) för "sten". Förklaringen är att "sten" på 1200-talet kunde beteckna färg varmed bland annat böcker illuminerades. Slutsatsen blir att dikten inte kan ha tillkommit långt före år 1200, men knappast heller särskilt långt efter.
Resultatet av Sveinbjörns misstag har emellertid blivit en viss skalderöra i äldre uppslagsverk; något som också gäller den hopvisp av Hallar-Steins och Stein Herdissons liv och verk som uggleupplagan av Nordisk familjebok presenterar under uppslagsordet Hallar-Sten.
I själva verket finns inga som helst biografiska uppgifter om Hallar-Stein. Det har antagits att han var bonde på gården Höll vid Þverárhlíð i Borgarfjorden. "Hallar" är genitiv av "Höll", så diktarens namn skulle då kunna utläsas "Stein från Höll". Oavsett vem Hallar-Stein än var, så kan han ses som exponent för den skaldikens pånyttfödelse varom Snorre Sturlasson drömde, och som var anledningen till att han författade sin stora handbok för blivande skalder, som vi känner som den Prosaiska Eddan.